# Пауль, Йонатан
Йонатан Антон Александр Пауль (нем. Jonathan Anton Alexander Paul; 12 мая 1853, Гарц (Одер), земля Бранденбург, Пруссия — 25 апреля 1931, Лаутер, земля Саксония, Веймарская республика) — немецкий пятидесятнический лидер, богослов, публицист, переводчик.
Йонатан Пауль сыграл важную роль в становлении и развитии пятидесятнического движения в Германии; некоторое время пятидесятническое богословие в Германии называлось «Паульской доктриной».

## Биография

### Ранние годы
Йонатан Антон Александр Пауль родился 12 мая 1853 года в городке Гарц, земли Бранденбург и был одним из восьми детей консервативного лютеранского пастора. В родительском доме Йонатан познакомился с лютеранским пастором и проповедником Густавом Кнаком, оказавшим на него большое влияние. Йонатан окончил среднюю школу в Штеттине, позже он изучал теологию в Грайфсвальдском университете и Лейпцигском университете.
После получения образования, Пауль служил помощником пастора Евангелическо-лютеранской церкви в Нёренберге, Померания. 17 июня 1890 года Пауль пережил особый духовный опыт, который назвал «крещением Святым Духом» и который, впоследствии, связал с учением сторонников Движения святости. В 1889 году он становится пастором церкви в Равенштейне, Померания. В это время Йонатан Пауль попадает под влияние пиетизма — движения внутри лютеранства, направленного против модернизма в церквах и делающего акцент личной святости. На посту пастора в Равенштейне, Пауль основывает журнал «Освящение», который публиковался вплоть до 1919 года.
В 1899 году Пауль устанавливает контакты с т. н. «Палаточной миссией», переезжает в берлинский район Штеглиц и становится странствующим проповедником-евангелистом. При его участии были созданы «Конференции христианской миссии железнодорожников» и «Ассоциация верующих продавцов и производителей». В течение нескольких лет он был руководителем межконфессионального молодёжного движения «Решение для Христа» и членом правления «Гнадауской миссии». Миссия представляла собой евангельское молодёжное движение внутри Евангелической церкви Германии, занималась социальным служением и проповедовала необходимость рождения свыше.

### Переход в пятидесятничество
В 1906 году Йонатан Пауль узнаёт о пробуждении на Азуза-стрит. Весной 1907 года, после личной встречи в Осло с Томасом Барраттом, он переходит в пятидесятничество. 15 сентября 1907 года Пауль пережил пятидесятнический опыт крещения Святым Духом и начал говорить на иных языках. При его участии в 1908 году в Гамбурге прошла международная пятидесятническая конференция, собравшая служителей из Англии, Германии, Нидерландов, Швейцарии, Норвегии и Швеции. В 1909 году Пауль начинает выпуск бюллетеня «Пятидесятнические поздравления» (нем. Pfingstgrüsse).
В 1909 году 56 служителей «Гнадауской миссии» подписали т. н. «Берлинскую декларацию», обвинившую пятидесятничество в связях со спиритизмом. Пятый пункт декларации содержавший выпад против Пауля, гласил: «Пастор Пауль … не может быть больше признан руководителем и учителем в Церкви Иисуса». После публикации Берлинской декларации Пауль был вынужден выйти из Гнадауской миссии.

### Мюльхаймская ассоциация
В 1913 году Пауль основал Ассоциацию христианских общин Мюльхайма, объединившую различные пятидесятнические общины. Ассоциация стала первым немецким пятидесятническим союзом церквей. В наши дни организация известна под названием Мюльхаймской ассоциации свободных общин и евангельских сообществ.
В 1914 году Пауль и ещё 5 пятидесятнических служителей опубликовали первый перевод Нового Завета на современном немецком языке (Das Neue Testament in der Sprache der Gegenwart). Йонатан Пауль также является автором евангельских гимнов, многие из его работ включены в «Мюльхаймский песенник».
В 1919 году был прекращён выпуск журнала «Освящение», его преемником стал журнал под названием «Песнь Агнца» (нем. Lied des Lammes). С 1929 года Пауль издаёт «Свидетельство спасения» (нем. Heilszeugnisse). Пауль оставался его главным редактором вплоть до своей смерти.
Богословие Пауля заметно отличалось от вероучений американских пятидесятников. Так, Пауль не считал, что «иные языки» являются обязательным доказательством крещения Святым Духом. Получив лютеранское образование в молодости, Пауль не придерживался строгих фундаменталистских взглядов на ряд теологических вопросов.
Йонатан Пауль скончался 25 апреля 1931 года в городе Лаутер в возрасте 77 лет.

## Избранные работы
- Jonathan Paul. Ihr werdet die Kraft des Heiligen Geistes empfangen. Ein Zeugnis von der Taufe mit dem Heiligen Geist und Feuer. — 1896.

Jonathan Paul. Ihr werdet die Kraft des Heiligen Geistes empfangen. Ein Zeugnis von der Taufe mit dem Heiligen Geist und Feuer. — 2-е изд.. — Verlag der Zeltmission Berlin-Steglitz, 1923.
- Jonathan Paul. Siegreiches Leben durch das Blut Jesu. — n.d.
- Jonathan Paul. Unsere Botschaft an die Kranken. — n.d.
- Jonathan Paul. Was ist die Pfingstbewegung?. — n.d.
- Jonathan Paul. Wie ich in die Pfingstbewegung kam. — n.d.
- Jonathan Paul. Zur Daimonenfrage, Ein Wort zur Verständigung. — n.d.
- Jonathan Paul. Die Taufe in ihrem Vollsinn. Ein Zeugnis für die Einheit der Kinder Gottes zur Erbauung des Leibes Christi. — Мюльхайм-ан-дер-Рур: Missionsgesellschaft, 1930.
- Jonathan Paul. Ein volles Pfingsten. — Базель: Verlag für entschiedenes Christentum, 1904.
- Jonathan Paul. Wie kommst Du zur Ruhe? Ein Wegweiser von der Rechtfertigung zur Heiligung. — 5-е изд.. — Ниденштайн: Missionsverlag des Missionsvereins Mülheim - MVM, 1990. — 91 p. — ISBN 3-923649-18-5.
- Jonathan Paul. In Jesu Händen. Beiträge zu 2. Mose 15,26. — 6-е изд.. — Ниденштайн: Missionsbuchhandlung, 1990. — 87 p. — ISBN 3-923649-19-3.
- Jonathan Paul. Schon hier selig. Ein Wegweiser zum wahren Glück. — 5-е изд.. — Ниденштайн: Missionsverlag des Missionsvereins Mülheim - MVM, 1991. — P. 211. — ISBN 3-923649-17-7.